# Pyšel
Pyšel är en ort i Tjeckien. Den ligger i regionen Vysočina, i den sydöstra delen av landet, 150 km sydost om huvudstaden Prag. Pyšel ligger 459 meter över havet och antalet invånare är 465.
Terrängen runt Pyšel är platt.Runt Pyšel är det ganska tätbefolkat, med 134 invånare per kvadratkilometer. Närmaste större samhälle är Třebíč, 14,0 km väster om Pyšel. Trakten runt Pyšel består till största delen av jordbruksmark.